# 小宅珠実
小宅珠実（こやけ たまみ、1948年9月14日 - ）は、日本のジャズ・フルート奏者の草分け。
夫はジャズ・ドラマーのマイク・レズニコフ。

## 人物
神奈川県横浜市出身。9歳からフルートをはじめる。鶴見女子高等学校、国立音楽大学フルート科卒業。卒後は地元でフルート・アンサンブルを結成しクラシック音楽の演奏活動を続けたが、周囲にジャズファンが多かったことから影響を受け、1973年、アン・ミュージック・スクールに入学、佐藤允彦、村岡健らに師事。1974年から新宿ピット・インでライブ活動を始め、1977年には鈴木勳グループに参加した。
小宅のレコードデビューは1980年の『TAMAMI FIRST』で、同時に、ジャズ・フルート奏者のリーダーアルバムとして日本初である。その後、ラリー・コリエル（1984年-1985年）及び、ハンク・ジョーンズ、レイ・ブラウン（両者とも1985年）といったメンバーと共演したアルバムを発表する一方、1980年の初リサイタル（横浜教育会館）を皮切りにしたソロ活動、スピック&スパン、向井滋春グループへの参加といったセッション活動を広げている。

## ディスコグラフィ
- キングレコード
  - TAMAMI FIRST (1980)
  - Someday (1981)
  - Windows (1984)
  - Face to Space (1985)
  - ELSA (1985)
  - HOT FLUTES (1985)
  - Ask Me Now... (1992)
  - LADY'S BLUES (1993)
  - Now and Then （ベスト盤）
- Roving Spirits
  - Hi-Fly (2002)
- AKETA's DISK
  - TWO BASS HIT (2007)

## 資料
- 『TAMAMI FIRST』キングレコード GP3213 のライナーノーツ（行田よしお）
- 『TWO BASS HIT』AKETA'S DISK MHACD-2620 のライナーノーツ（明田川荘之）

| スタブアイコン | サブスタブ | この項目は、まだ閲覧者の調べものの参照としては役立たない、音楽関係者（バンド等）に関連した書きかけの項目です。この項目を加筆・訂正などしてくださる協力者を求めています（P:音楽/PJ:芸能人）。 |